# 밀양 영산정사 고불서
밀양 영산정사 고불서(密陽 靈山精舍 古佛書)는 대한민국 경상남도 밀양시 밀양시 무안면 가례리 영산정사(靈山精舍)에 보관되어 있는 고불서(古佛書)이다. 1998년 11월 13일 경상남도의 유형문화재 제345호로 지정되었다.

## 개요
무안면 가례리 영산정사(靈山精舍)에 보관되어 있는 고불서(古佛書)로 재단법인 화쟁교원(이사장:김용대)에서 수집한 33종 52권인데 목록은 다음과 같다.
1. 대장일람(大藏一覽) 10권 2책 = 明홍무 13년(1380년)
2. 사기영선(史記英選) 3권 = 세종 2년(1527년)
3. 팔양신주경(八陽經) 1권 = 건융 56년(1791년)
4. 도서(都序) 1권 = 강희 20년(1681년)
5. 불설아미타경(佛說阿彌陀經) 1권 = 선조 39년(1605년)
6. 송운집(松雲集) 1권 = 만력 3년(1574년)
7. 호법론(護法論) 1권 = 순치 5년(1648년)
8. 범망경(梵網經) 1권 = 과경 2년(1798년)
9. 대보부모은중경(大報父母恩重經) 1권 = 함풍 5년(1856년)
10. 십육관경(十六觀經) 1권 = 홍희 1년(1424년)
11. 유석질의론(儒淅質疑論) 1권 = 홍무9년(1376년)
12. 염송설화(捻頌說話) 1권 = 광희 26년(1687년)
13. 묘법연화경(妙法蓮華經) 1권 = 明홍무 1년(1367년)
14. 묘법연화경(妙法蓮華經) 1권 = 광희 17년(1677년)
15. 묘법연화경홍전(妙法蓮華經弘傳) 1권 = 순치 17년(1660년)
16. 묘법연화경화본(妙法蓮華經畵本) 1권 = 만력 2년(1574년)
17. 법화경(法華經) 1권 = 만력 8년(1580년)
18. 법화경(法華經) 1권 = 광희 7년(1667년)
19. 천지팔양경합본(天地八陽經合本) 1권 = 한글최고(최고)본
20. 불설광본대세경(佛說廣本大歲經) 1권 = 순치14년(1656년)
21. 금강경화본(金剛經畵本) 1권 = 순치 8년(1651년)
22. 절요별행록(節要別行錄) 1권 = 광희 20년(1681년)
23. 고봉화상선요(高峰和尙禪要) 1권 = 만력 37년(1609년)
24. 보각서(普覺書) 1권 = 건융 30년(1764년)
25. 무경집문고(無竟集文稿) 1권 = 광희 15년(1676년)
26. 육경 합부(六經 合部) 1권 = 홍치 2년

## 참고 문헌
- 밀양 영산정사 고불서 - 국가유산청 국가유산포털